# Цителадзе, Ремзи Мемедович
Ремзи Мемедович Цителадзе (1924 год, село Марадиди, АССР Аджаристан, ССР Грузия) — звеньевой колхоза «Авангард» Батумского района, Аджарская АССР, Грузинская ССР. Герой Социалистического Труда (1950).

## Биография
Родился в 1924 году в крестьянской семье в селе Марадиди Батумского района. Во время коллективизации в 1930 году вступил в колхоз «Авангард» Батумского района. Трудился рядовым колхозником на табачной и чайной плантациях. В послевоенное время был назначен звеньевым табаководческого звена в этом же колхозе. За выдающиеся трудовые результаты по итогам 1948 года был награждён Орденом Трудового Красного Знамени.
В 1949 году звено под его руководством собрало в среднем с каждого гектара по 18 центнера табака сорта «Самсун» на участке площадью 3 гектара. Указом Президиума Верховного Совета СССР от 3 июля 1950 года удостоен звания Героя Социалистического Труда за «получение высоких урожаев кукурузы, табака и картофеля в 1949 году» с вручением ордена Ленина и золотой медали «Серп и Молот» (№ 5383).
Этим же указом званием Героя Социалистического Труда был награждён труженик колхоза «Авангард» звеньевой Шазил Сулейманович Цинцадзе.
После объединения колхозов трудился бригадиром в колхозе имени Будённого Батумского района.
Проживал в селе Марадиди Батумского района.
Награды
- Герой Социалистического Труда
- Орден Ленина
- Орден Трудового Красного Знамени (03.05.1949)